# Glovis Solomon
De Glovis Solomon is een roll-on-roll-offschip dat vaart onder Marshalleilandse vlag. Het vrachtschip werd gebouwd in 2011.
Het schip werd gebouwd voor de Taiwan Maritime Transportation en voer onder Panamese vlag onder de naam C Ladybug. Wegens financiële problemen van de rederij lag de C Ladybug anderhalf jaar afgemeerd in het Deurganckdok in de haven van Antwerpen. Daar raakte het schip tweemaal op drift; eerst tijdens de Sinterklaasstorm van 2013 en in januari 2014 opnieuw door sterke wind. Enkele bemanningsleden waren 14 maanden aan boord, alvorens ze werden afgemonsterd. De Nationale Koninklijke Beweging Beveren-Waas hield een voedselinzamelingsactie daar de voedselvoorraad uitgeput raakte en TMT de salarissen niet betaalde. Later heeft het International Transport Forum van de OESO de betaling van de salarissen voor haar rekening genomen.
In 2014 nam Hyundai Glovis het schip over en werd de C Ladybug omgedoopt tot de Glovis Solomon.